# Crotalus tortugensis
Crotalus tortugensis este o specie de șerpi din genul Crotalus, familia Viperidae, descrisă de V.M. Van și Denburgh în anul 1921. A fost clasificată de IUCN ca specie cu risc scăzut. Conform Catalogue of Life specia Crotalus tortugensis nu are subspecii cunoscute.